# Jules Buysse
Jules Buysse (Wontergem, Deinze, Flandes Oriental, 13 d'agost de 1901 - 31 de desembre de 1950) va ser un ciclista belga que va ser professional entre 1925 i 1932. En el seu palmarès destaca la victòria en la primera etapa del Tour de França de 1926 que li serví per vestir el mallot groc de líder durant 2 etapes. Els seus germans Marcel i Cyriel també foren ciclistes professionals, així com els seus nebots Marcel, Norbert i Albert.

## Palmarès
- 1925
  - 10è a la Volta a Euskadi
- 1926
  - Vencedor d'una etapa al Tour de França
  - 9è a la París-Brussel·les

### Resultats al Tour de França
- 1925. 15è de la classificació general
- 1926. 9è de la classificació general. Vencedor d'una etapa. Porta el mallot groc durant 2 etapes
- 1932. 40è de la classificació general